# 科尔翁
科尔翁（法語：Correvon）是瑞士联邦西部法语区的沃州下设的一个镇。在行政上属于沃州格罗区管辖。科尔翁的总面积为2.24平方公里。截至2010年底，总人口为108。

## 历史
2013年1月1日科尔翁将与穆东上沙佩勒、沙内阿、德讷济、马尔特朗日、穆东上内吕、佩尔-波桑、圣西耶尔日及捷朗合并，组成新的蒙塔奈尔镇（Montanaire）。